# Rainer Hengsbach-Parcham
Rainer Hengsbach-Parcham, geboren als Rainer Hengsbach (* 22. Juni 1950 in Berlin; † 28. Dezember 2012 ebenda) war ein deutscher Lyriker und Schriftsteller.

## Leben
Rainer Hengsbach-Parcham studierte seit 1968 Naturwissenschaften mit Schwerpunkt Geologie/Paläontologie und Biologie an der Freien Universität Berlin und an der Universität Tübingen und ab 1983 mehrere Semester Urgeschichte in Tübingen. Er war zwanzig Jahre lang in der paläontologischen und evolutionsbiologischen Forschung tätig und veröffentlichte seit 1973 beachtenswerte Beiträge in wissenschaftlichen Fachzeitschriften. Zeitweise arbeitete er als Museumspädagoge.
1989 vollzog Rainer Hengsbach-Parcham einen "Fachwechsel" zur Literatur. Durch intensives Selbststudium und Kontakte zu einschlägigen Hochschulinstituten erwarb er sich die erforderliche Fachkompetenz. Bereits während seiner Jugend- und Studienzeit hatte er gelegentlich Gedichte geschrieben, die er jedoch nicht veröffentlichte. Ab Ende der 80er Jahre entstanden vermehrt neue Gedichte und auch erste Prosa-Manuskripte. 1994 erschienen seine beiden ersten Bücher: ein Soziogramm der USA-Mentalität im Vergleich mit Deutschland sowie ein Erfahrungsbericht über den Umgangston in deutschen Behörden.
Das eigentliche literarische Arbeitsfeld von Rainer Hengsbach-Parcham war die Lyrik. Seit 1994 hat er 17 Gedichtbände veröffentlicht und unter dem Titel "Flußgeschiebe" zwei umfangreiche Sammelbände mit ausgewählten Gedichten herausgegeben. Die Thematik seiner Lyrik berührt alle Bereiche der menschlichen Existenz. In vielen Gedichten dokumentiert er die Ängste und Gefahren, aber auch die Hoffnungen der Menschen in der modernen Welt. Mit pointierten Versen kritisiert er die negativen Einflüsse des Zeitgeistes auf unser Denken und Handeln.
Als Dichter gehört er zu den entschiedenen Vertretern traditioneller Formen der Lyrik. In seinen Gedichtbänden hat er jeweils in einem Schlusskapitel versucht, einzelne Aspekte aus dem Spannungsfeld zwischen traditioneller und "moderner" Lyrik zu behandeln. Unter dem Titel "Gedanken über Gedichte. Bemerkungen zur Lyrikdiskussion" sind diese Beiträge 2001 als eigenständige Buchveröffentlichung erschienen. Rainer Hengsbach-Parcham hat prinzipiell nicht an literarischen Wettbewerben teilgenommen.
Rainer Hengsbach-Parcham, der Sachbeiträge und Gedichte auch in Literaturzeitschriften und Anthologien publizierte und sich mit Gründung des Beggerow Buchverlages seit 1993 auch als Kleinverleger betätigte, war Mitglied in der "Gesellschaft für zeitgenössische Lyrik", in der "Interessengemeinschaft deutschsprachiger Autoren" sowie im "Verein Deutsche Sprache". Er war in dritter Generation schriftstellerisch tätig. Sein Großvater war der Verlagsredakteur und freie Schriftsteller Arno Hach (1877–1945, verschollen). Rainer Hengsbach-Parcham hat einige seiner Werke neu herausgegeben.
Rainer Hengsbach-Parcham war mit Karin Manke-Hengsbach verheiratet.

## Werke
- USA für Neulinge und Voreingenommene. Ein Vergleich aus deutscher Sicht. Mattsee bei Salzburg 1994 (Pseudonym: Uwe Bornfeld).
- Tue recht und scheue niemand in Deutschland. Erfahrungen eines Westdeutschen mit seinem (Rechts-)Staat. Mattsee bei Salzburg 1994 (Pseudonym: Gero Padelück).
- Querschnitt – Quersumme negativ. Gedichte. Mattsee bei Salzburg 1994.
- Süßsauer und nicht ganz koscher. Gedichte. Mattsee bei Salzburg 1995.
- Fließrichtungen. Gedichte. Berlin 1996.
- Bei Licht besehen. Gedichte. Berlin 1997.
- Scheingefechte. Gedichte. Berlin 1998.
- Standortbestimmung. Politische Lyrik. Gedichte. Berlin 1999.
- Gemischtes Doppel. Gedichte. Berlin 1999.
- Säkulare Sonette. Gedichte. Ammerbuch 2000.
- Vorläufige Nachlese. Gedichte. Ammerbuch 2001.
- Gedanken über Gedichte. Bemerkungen zur Lyrikdiskussion. Ammerbuch 2001; 2. stark erweiterte Auflage, Berlin 2009.
- Flußgeschiebe. Eine Gedicht-Auswahl. Ammerbuch 2002.
- Lesesteine. Gedichte. Ammerbuch 2003.
- Zeichen des Krebses. Vier Erzählungen. Ammerbuch 2003.
- Verwerfungsflächen. Gedichte. Ammerbuch 2004.
- Erwartungsfelder. Gedichte. Ammerbuch 2005.
- Tiefenbrüche. Gedichte. Ammerbuch 2006.
- Was bleibet aber, stiften die Dichter. Werdegang und Einsichten eines Aussteigers. Ein Lebensabriß. Berlin 2006.
- Nachbeben. Gedichte. Berlin 2007.
- Flußgeschiebe II. Gesammelte Gedichte. Berlin 2008.
- Wortperspektiven. Gedichte. Berlin 2009.
- Wegmarken. Gedichte. Berlin 2010.
- Rupturen. Gedichte. Berlin 2012.
- Verschiebungen. 19 Aufsätze über Sprache – und Gott und die Welt. Berlin 2012.